# إرنست هيلير
إرنست هيلير (بالألمانية: Ernst Hiller) كان متسابق دراجات نارية ألماني. نافس في سباقات بطولة العالم لفئة 500 سي سي.